# شاهزاده خانم ماریا کریستینا بوربون-دو سیسیلی
شاهدخت ماریا کریستینا بوربون-دو سیسیلی (زادهٔ۱۰ آوریل ۱۸۷۷ -مرگ ۴ اکتبر ۱۹۴۷] (نام کامل ایتالیایی: ماریا کریستینا کارولینا پیا کارملا جوزپا آنتونیا آنا لویتگاردا اسپرانزا لوسیا کاترینا آپولونیا سیسیلیا آگاتا دی بوربون) از ۲۸ فوریه ۱۹۴۲ تا ۴ اکتبر ۱۹۴۷ دوشس بزرگ توسکانی به عنوان همسر آرشید وک پیتر فردیناند اتریش بود.

## خانواده
ماریا کریستینا دختر شاهزاده آلفونسو از بوربون دو سیسیل، کنت کازرتا و همسرش شاهپور ماریا آنتونیتا از بوربون دو سیسیل بود.